# Rasim Gačanović
Rasim Gačanović (* 1950 in Sarajevo) ist ein bosnisch-herzegowinischer Politiker und Elektroingenieur.

## Leben
Er besuchte die elektrotechnische Fakultät der Universität Sarajevo. Später promovierte er an der Universität Zagreb. Es folgte eine Tätigkeit als Forscher und Leiter an einem Institut in Sarajevo. Später war er in Kroatien als wissenschaftlicher Mitarbeiter an der Universität Osijek tätig. Zurückgekehrt nach Sarajevo arbeitet er als Leiter einer Gruppe im bosnisch-herzegowinischen Ministerium für Energie, Bergbau und Industrie. Zeitweise war er Minister für Transport und Kommunikation der Föderation Bosnien und Herzegowina. Vom 8. Januar 1998 bis April 2000 war er Bürgermeister von Sarajevo. Er ist als Professor an der elektrotechnischen Fakultät der Universität Sarajevo beschäftigt (Stand 2013).